# 弗莱尔斯昂内斯克勒比约
弗莱尔斯-昂内斯克勒比约（法語：Flers-en-Escrebieux，法語發音：[flɛʁs ɑ̃.n‿ɛskʁəbjø]）是法国上法蘭西大區北部省的一个市镇，位于该省中部，杜埃市区西北，属于杜埃区。

## 地理
弗莱尔斯-昂内斯克勒比约（50°23'52"N, 3°3'45"E）面积7.11 平方千米，位于法国上法蘭西大區北部省，该省份为法国最北部的省份及最长的省份，西北濒北海，西接加来海峡省，南至埃纳省和索姆省，东与比利时接壤。

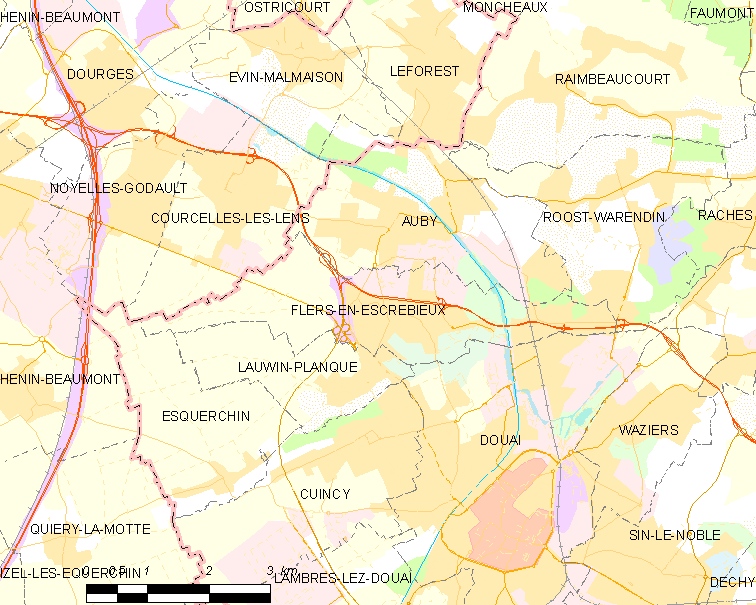
弗莱尔斯-昂内斯克勒比约的OSM定位图

与弗莱尔斯-昂内斯克勒比约接壤的市镇（或旧市镇、城区）包括：欧比、杜埃、埃凯尔尚、洛万普朗克、库尔塞勒莱朗斯、罗-瓦朗丹。
弗莱尔斯-昂内斯克勒比约的时区为UTC+01:00、UTC+02:00（夏令时）。

## 行政
弗莱尔斯-昂内斯克勒比约的邮政编码为59128，INSEE市镇编码为59234。

## 政治
弗莱尔斯-昂内斯克勒比约所属的省级选区为杜埃县。

## 人口
弗莱尔斯-昂内斯克勒比约于2022年1月1日时的人口数量为5533人。

1962-2008年间弗莱尔斯-昂内斯克勒比约人口变化图示